# جسر كادوري
 جسر كادوري هو جسر على طريق في إيطاليا.

## التاريخ

### تصميم
الرئيسية span يقام من قبل اثنين من 85m الصلب الدعامات.

### البناء
بني ب إطلاق الطولي ، من قبل مازي. فافتتح في عام 1985.

## وصلات خارجية
- Structurae
- أعلى الجسور